# Edward Bassett

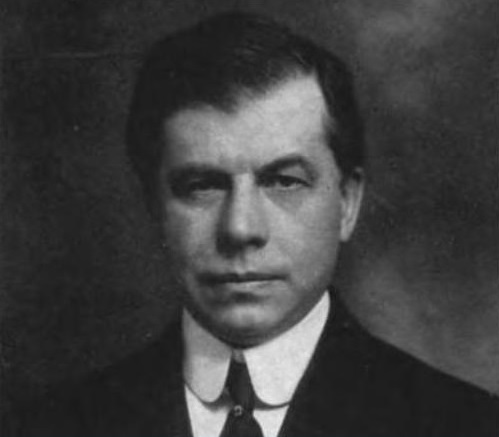
Edward Bassett (1914)

Edward Murray Bassett (* 7. Februar 1863 in Brooklyn, New York; † 27. Oktober 1948 ebenda) war ein US-amerikanischer Jurist und Politiker. Zwischen 1903 und 1905 vertrat er den Bundesstaat New York im US-Repräsentantenhaus.

## Werdegang
Edward Murray Bassett wurde während des Bürgerkrieges in der damals noch eigenständigen Stadt Brooklyn geboren und wuchs dort auf. In dieser Zeit besuchte er öffentliche Schulen dort und in Watertown. Dann ging er in den Jahren 1881 und 1882 auf das Hamilton College in Clinton. Er graduierte 1884 am Amherst College in Massachusetts und 1886 an der Columbia Law School in New York City. Seine Zulassung als Anwalt erhielt er im selben Jahr und begann dann in Buffalo zu praktizieren. 1892 zog er nach New York City, wo er seine Tätigkeit als Anwalt fortsetzte. Zwischen 1899 und 1903 war er Mitglied in der Schulbehörde von Brooklyn. Politisch gehörte er der Demokratischen Partei an.
Bei den Kongresswahlen des Jahres 1902 wurde Bassett im fünften Wahlbezirk von New York in das US-Repräsentantenhaus in Washington, D.C. gewählt, wo er am 4. März 1903 die Nachfolge von Frank E. Wilson antrat. Da er auf eine erneute Kandidatur zwei Jahre später verzichtete, schied er nach dem 3. März 1905 aus dem Kongress aus.
Bassett nahm wieder seine Tätigkeit als Anwalt auf. Zwischen 1907 und 1911 saß er in der New York Public Service Commission. Er hatte zwischen 1913 und 1915 den Vorsitz über die Heights of Buildings Commission sowie zwischen 1916 und 1917 über die Zoning Commission. 1922 berief ihn Handelsminister Herbert Hoover in das Advisory Committee on Zoning des Handelsministeriums. Bassett verfasste Abhandlungen unter anderen zu den Themen Bankrott, Enteignung (eminent domain) und Polizeigewalt (police power). Er verstarb ungefähr drei Jahre nach dem Ende des Zweiten Weltkriegs am 27. Oktober 1948 und wurde dann auf dem Ashfield Plains Cemetery in Ashfield (Massachusetts) bestattet.